# Давидов Кирило Володимирович
Давидов Кирило Володимирович — американський режисер, оператор, продюсер.
Народився 30 травня 1966 р. у місті Києві у родині оператора В.І. Давидова.
Закінчив Колумбійський університет (1989).
Живе у Санта-Моніка (Каліфорнія). 
Член Національної спілки кінематографістів України[джерело?].